# Aspås kyrka
Aspås kyrka är en kyrkobyggnad som ligger i samhället Aspås i Krokoms kommun. Den är församlingskyrka i Aspås församling, Härnösands stift.

## Kyrkobyggnaden
Tidigare kyrka var uppförd på medeltiden och låg på annan plats. Nuvarande stenkyrka uppfördes åren 1840 till 1844 av byggmästare Johan Anton Åkerlund från Härnösand som även gjorde ritningarna. I detaljer var ritningarna bearbetade av arkitekt Theodor Edberg vid Överintendentsämbetet. Kyrkan består av långhus med rakt kor i öster och torn i väster. Norr om koret finns en vidbyggd sakristia.

## Inventarier
- Predikstolen är tillverkad 1840 av Salomon Hägglöf.
- Orgeln är byggd 1956 och orgelfasaden är från en tidigare orgel tillverkad 1864.
- Dopfunten är snidad i trä och har en cuppa som omges av änglahuvuden och en fot smyckad med vinrankor.

### Webbkällor
- Information från Svenska kyrkan
- byggnadspresentation